# 基拉赛福拉县
基拉赛福拉县，巴基斯坦俾路支省的一个县。总人口50,0000（2005年估计值），其中大部分为普什图族。该县宗教以伊斯兰教为主。县治位于基拉赛福拉。

## 行政区划
基拉赛福拉县分为4个乡。